# Горнет (Прахова)
Горнет (рум. Gornet) — село у повіті Прахова в Румунії. Входить до складу комуни Горнет.
Село розташоване на відстані 75 км на північ від Бухареста, 20 км на північ від Плоєшті, 70 км на південний схід від Брашова.

## Населення
За даними перепису населення 2002 року у селі проживали 2463 особи, усі — румуни. Усі жителі села рідною мовою назвали румунську.